# 山下マテリアル
山下マテリアル株式会社（やましたマテリアル）は、東京都品川区に本社を置く電気機器メーカーである。主にフレキシブルプリント配線板の設計・製造・実装・組立を行う。

## 主力製品・事業
- 医療機器や光通信機器のフレキシブルプリント基板
- 多層FPC
- ケーブルFPC（YFCケーブル）
- Big Elec（厚銅大電流FPC）

## 保有特許
- 特許番号：第6679082号
- 特許番号：第7305234号

## 所在地
- 品川本社 - 東京都品川区南品川3-5-13
- サーキテック事業所 - 神奈川県座間市小松原1-44-12

## 沿革
- 1936年（昭和11年） - 山下電気株式会社創立。
- 1959年（昭和34年） - プリント配線板の製造開始。
- 1965年（昭和40年） - 電気絶縁材料の販売部門を分離独立して、山下商事株式会社を設立。
- 1972年（昭和47年） - プリント配線板の製造部門を分離独立して、山下化工株式会社を設立。
- 1989年（昭和64年） - 山下化工株式会社が山下サーキテック株式会社に社名を変更。
- 1995年（平成7年） - 山下サーキテック株式会社がISO9001認証取得。
- 2000年（平成12年） - 山下サーキテック株式会社がISO14001認証取得。
- 2003年（平成15年） - 山下商事株式会社と山下サーキテック株式会社が合併、山下マテリアル株式会社発足。
- 2007年（平成19年） - 事業継続計画（BCP）策定、中小企業庁に登録。
- 2013年（平成25年） - 高温耐久性や電磁シールド性を有する高周波用FPCが「かながわスタンダード」に認定。
- 2020年（令和2年） - 大電流FPC　特許取得　特許番号：第6679082号。
- 2020年（令和2年） - 産学公連携事業化促進研究　決定。
- 2021年（令和3年） - カンパニー制を廃止し、エムシーカンパニー、サーキテックカンパニーをそれぞれ、品川本社、サーキテック事業所に変更。

## 関連会社
- 山下電気
- 山下システムズ